# Molynocoelia
Molynocoelia este un gen de muște din familia Tephritidae.

Cladograma conform Catalogue of Life:
| Molynocoelia | \| \| Molynocoelia grossa \| \| \| \| \| \| Molynocoelia lutea \| \| \| \| \| \| Molynocoelia plumosa \| \| \| \| \| \| Molynocoelia separata \| \| \| \| |
|              | \| \| Molynocoelia grossa \| \| \| \| \| \| Molynocoelia lutea \| \| \| \| \| \| Molynocoelia plumosa \| \| \| \| \| \| Molynocoelia separata \| \| \| \| |
|              | Molynocoelia grossa |
|              | |
|              | Molynocoelia lutea |
|              | |
|              | Molynocoelia plumosa |
|              | |
|              | Molynocoelia separata |
|              | |